# Bonstetten (Bajorország)
Bonstetten település Németországban, azon belül Bajorországban. Lakosainak száma 1641 fő (2023. december 31.).

## Népesség
A település népessége az elmúlt években az alábbi módon változott:
| Lakosok száma | 376  | 583  | 749  | 939  | 1238 | 1284 | 1355 | 1385 | 1573 | 1641 |
|               | 1875 | 1950 | 1975 | 1987 | 2012 | 2014 | 2016 | 2017 | 2021 | 2023 |